# Olympische Sommerspiele 1912/Radsport – Mannschaftswertung Straße (Männer)
Bei der Mannschaftswertung im Radsport der Männer bei den Olympischen Spielen 1912 in Stockholm wurden die Zeiten des Einzelzeitfahrens der jeweils vier besten Athleten einer Nation als Ergebnisse gewertet. Dieses Rennen wurde auf dem Kurs Rund um Mälaren ausgetragen. Die Streckenlänge wird in den Quellen widersprüchlich mit 315 bzw. 320 Kilometern angegeben.

## Ergebnisse
| Rang | Athlet                                          | Einzelzeitfahren                 | Einzelzeitfahren                 | Gesamtzeit                       |
| Rang | Athlet                                          | Rang                             | Zeit                             | Gesamtzeit                       |
| ---- | ----------------------------------------------- | -------------------------------- | -------------------------------- | -------------------------------- |
| 1    | Schweden                                        | Schweden                         | Schweden                         | Schweden                         |
| 1    | Johan Erik Friborg                              | 7                                | 11:04:17,0 h                     | 44:35:33,6 h                     |
| 1    | Ragnar Malm                                     | 8                                | 11:08:14,5 h                     | 44:35:33,6 h                     |
| 1    | Axel Persson                                    | 9                                | 11:10:59,6 h                     | 44:35:33,6 h                     |
| 1    | Algot Lönn                                      | 10                               | 11:12:02,5 h                     | 44:35:33,6 h                     |
| 2    | Großbritannien – Team England                   | Großbritannien – Team England    | Großbritannien – Team England    | Großbritannien – Team England    |
| 2    | Freddie Grubb                                   | 2                                | 10:51:24,2 h                     | 44:44:39,4 h                     |
| 2    | Leon Meredith                                   | 4                                | 11:00:02,6 h                     | 44:44:39,4 h                     |
| 2    | Charles Moss                                    | 18                               | 11:23:55,8 h                     | 44:44:39,4 h                     |
| 2    | William Hammond                                 | 22                               | 11:29:16,8 h                     | 44:44:39,4 h                     |
| 3    | Vereinigte Staaten                              | Vereinigte Staaten               | Vereinigte Staaten               | Vereinigte Staaten               |
| 3    | Carl Schutte                                    | 3                                | 10:52:38,8 h                     | 44:47:55,5 h                     |
| 3    | Alvin Loftes                                    | 11                               | 11:13:51,3 h                     | 44:47:55,5 h                     |
| 3    | Albert Krushel                                  | 13                               | 11:17:30,2 h                     | 44:47:55,5 h                     |
| 3    | Walden Martin                                   | 17                               | 11:23:55,2 h                     | 44:47:55,5 h                     |
| 4    | Großbritannien – Team Schottland                | Großbritannien – Team Schottland | Großbritannien – Team Schottland | Großbritannien – Team Schottland |
| 4    | John Wilson                                     | 16                               | 11:21:43,0 h                     | 46:29:55,6 h                     |
| 4    | Robert Thompson                                 | 24                               | 11:31:16,0 h                     | 46:29:55,6 h                     |
| 4    | John Miller                                     | 35                               | 11:44:01,6 h                     | 46:29:55,6 h                     |
| 4    | David Stevenson                                 | 41                               | 11:52:55,0 h                     | 46:29:55,6 h                     |
| 5    | Finnland                                        | Finnland                         | Finnland                         | Finnland                         |
| 5    | Antti Raita                                     | 6                                | 11:02:20,3 h                     | 46:34:03,5 h                     |
| 5    | Vilho Tilkanen                                  | 21                               | 11:28:38,5 h                     | 46:34:03,5 h                     |
| 5    | Johan Kankkonen                                 | 34                               | 11:41:35,5 h                     | 46:34:03,5 h                     |
| 5    | Hjalmar Väre                                    | 66                               | 12:21:29,2 h                     | 46:34:03,5 h                     |
| 6    | Deutsches Reich                                 | Deutsches Reich                  | Deutsches Reich                  | Deutsches Reich                  |
| 6    | Franz Lemnitz                                   | 26                               | 11:34:32,2 h                     | 46:35:16,1 h                     |
| 6    | Rudolf Baier                                    | 27                               | 11:35:01,5 h                     | 46:35:16,1 h                     |
| 6    | Oswald Rathmann                                 | 33                               | 11:40:18,4 h                     | 46:35:16,1 h                     |
| 6    | Georg Warsow                                    | 36                               | 11:45:24,0 h                     | 46:35:16,1 h                     |
| 7    | Österreich                                      | Österreich                       | Österreich                       | Österreich                       |
| 7    | Robert Rammer                                   | 23                               | 11:30:40,8 h                     | 46:57:26,4 h                     |
| 7    | Adolf Kofler                                    | 31                               | 11:39:32,6 h                     | 46:57:26,4 h                     |
| 7    | Rudolf Kramer                                   | 43                               | 11:53:12,8 h                     | 46:57:26,4 h                     |
| 7    | Josef Hellensteiner                             | 45                               | 11:54:00,2 h                     | 46:57:26,4 h                     |
| 8    | Dänemark                                        | Dänemark                         | Dänemark                         | Dänemark                         |
| 8    | Olaf Meyland-Smith                              | 25                               | 11:32:24,2 h                     | 47:16:07,0 h                     |
| 8    | Charles Hansen                                  | 32                               | 11:40:04,0 h                     | 47:16:07,0 h                     |
| 8    | Johannes Reinwaldt                              | 48                               | 11:57:20,0 h                     | 47:16:07,0 h                     |
| 8    | Godtfred Olsen                                  | 53                               | 12:06:18,8 h                     | 47:16:07,0 h                     |
| 9    | Chile                                           | Chile                            | Chile                            | Chile                            |
| 9    | Alberto Downey                                  | 42                               | 11:53:02,5 h                     | 49:14:52,0 h                     |
| 9    | Cárlos Koller                                   | 58                               | 12:13:49,2 h                     | 49:14:52,0 h                     |
| 9    | Arturo Friedemann                               | 69                               | 12:28:20,8 h                     | 49:14:52,0 h                     |
| 9    | José Torres                                     | 74                               | 12:39:39,5 h                     | 49:14:52,0 h                     |
| 10   | Frankreich                                      | Frankreich                       | Frankreich                       | Frankreich                       |
| 10   | Joseph Racine                                   | 40                               | 11:50:32,7 h                     | 49:44:35,2 h                     |
| 10   | André Capelle                                   | 50                               | 11:59:48,4 h                     | 49:44:35,2 h                     |
| 10   | René Gagnet                                     | 64                               | 12:20:32,6 h                     | 49:44:35,2 h                     |
| 10   | Georges Valentin                                | 83                               | 13:33:59,5 h                     | 49:44:35,2 h                     |
| 11   | Großbritannien – Team Irland                    | Großbritannien – Team Irland     | Großbritannien – Team Irland     | Großbritannien – Team Irland     |
| 11   | Michael Walker                                  | 67                               | 12:27:49,9 h                     | 51:19:38,5 h                     |
| 11   | Francis Guy                                     | 71                               | 12:32:19,4 h                     | 51:19:38,5 h                     |
| 11   | Ralph Mecredy                                   | 80                               | 13:03:39,0 h                     | 51:19:38,5 h                     |
| 11   | John Walker                                     | 81                               | 13:15:50,2 h                     | 51:19:38,5 h                     |
| 12   | Ungarn                                          | Ungarn                           | Ungarn                           | Ungarn                           |
| 12   | István Müller                                   | 73                               | 12:39:28,0 h                     | 51:51:15,9 h                     |
| 12   | János Henzsel                                   | 75                               | 12:42:16,3 h                     | 51:51:15,9 h                     |
| 12   | Gyula Mazur                                     | 77                               | 12:50:55,8 h                     | 51:51:15,9 h                     |
| 12   | Ignác Teiszenberger                             | 84                               | 13:38:35,8 h                     | 51:51:15,9 h                     |
| —    | Böhmen                                          | Böhmen                           | Böhmen                           | Böhmen                           |
| —    | Bohumil Rameš                                   | 63                               | 12:20:12,2 h                     | —                                |
| —    | Václav Tintěra                                  | 87                               | 14:10:34,6 h                     | —                                |
| —    | Bohumil Kubrycht                                | 88                               | 14:11:21,0 h                     | —                                |
| —    | 2 weitere Fahrer haben das Rennen nicht beendet |                                  |                                  | —                                |
| —    | Norwegen                                        |                                  |                                  |                                  |
| —    | Birger Andreassen                               | 14                               | 11:20:14,6 h                     | —                                |
| —    | Paul Henrichsen                                 | 47                               | 11:55:23,2 h                     | —                                |
| —    | Anton Hansen                                    | 65                               | 12:21:23,7 h                     | —                                |
| —    | 3 weitere Fahrer haben das Rennen nicht beendet |                                  |                                  | —                                |
| —    | Russisches Reich                                |                                  |                                  |                                  |
| —    | Andrejs Apsītis                                 | 60                               | 12:18:20,6 h                     | —                                |
| —    | 9 weitere Fahrer haben das Rennen nicht beendet |                                  |                                  | —                                |